# John Primer
John Primer, né le 3 mars 1945 à Camden dans l'État du Mississippi, est un guitariste de blues américain.

## Biographie
Il débuta au club Theresa's de Chicago (entre 1974 et 1980, il y sera très influencé par Sammy Lawhorn qui lui apprendra à jouer de la slide guitare) avant de joindre le Chicago Blues All-Stars de Willie Dixon en 1979, puis le groupe de Muddy Waters jusqu'à la mort de ce dernier en 1983. Puis il fit partie des Teardrops de Magic Slim et débuta une carrière solo. En 2002, il fit une grosse impression au Festival de Cognac avec Matthew Skoller à l'harmonica.

## Discographie

### Disques solos
- 1991 : Poor man blues (Wolf Records) avec Magic Slim et Billy Branch
- 1992 : Stuff you got to watch (Earwig Music)
- 1992 : Blues behing closed doors (Wolf Records) avec Magic Slim et Billy Branch
- 1993 : Cold blooded blues man (Wolf Records)
- 1994 : Easy Baby (Wolf Records) avec les Teardrops
- 1995 : The real deal (Warner) avec Billy Branch
- 1997 : Keep on lovin' the blues (Warner) avec Matthew Skoller
- 1998 : It's a blues life (Wolf Records)
- 2000 : Knocking at your door (Telarc) avec Larry McCray et Matthew Skoller
- 2003 : Blue Steel (album-hommage de reprises d'Elmore James)
- 2009 : All originals

### Participations
- 1977 : This stuff just kills me de Jerry McCain (Music Maker) avec Johnnie Johnson
- 1992 : 44 blues de Magic Slim & The Teardrops (Wolf Records) avec Bonnie Lee
- Eddy Shauw & the Wolf Gang
- 2009 : Chicago Blues : a living history
- 2010 : Joined at the Hip de Pinetop Perkins

## Filmographie
- 2005 : Live at B.L.U.E.S (Chicago)

## Derniers concerts en France et Suisse
- en 2001 au Jazz Club Lionel Hampton
- en 2002 au Festival Blues Passions de Cognac
- en 2012 au Chicago blues festival à Talant (près de Dijon)
- en 2013 au festival Aulnay All Blues : "tribute to Muddy Waters"
- en 2017 au blues festival de fribourg: "tournée avec Bonny B. "
- en 2024 au blues rules Crissier festival